# Medardo Luis Luzardo Romero
Medardo Luis Luzardo Romero OSA (Los Puertos de Altagracia, 17 de abril de 1935 - 27 de noviembre de 2018) fue eclesiástico católico venezolano. Ocupó el cargo de arzobispo de Ciudad Bolívar de 1986 a 2011. Anteriormente, fue el primer ocupante del obispado de Ciudad Guayana de 1979 a 1986 y del I Obispo de San Carlos del 1972 a 1979.

## Biografía
Luzardo era hijo de Félix Ramón Luzardo y María Magdalena Romero de Luzardo e inició sus estudios en la Escuela “Manuel Lalinde” de Maracaibo  primero y siguió en la Escuela Alonso de Ojeda. En febrero de 1961, ingresó al Seminario Mayor San José, en la ciudad de Santa Marta (Colombia). Allí realizó sus estudios de Filosofía y Teología.
El 6 de enero de 1960, fue ordenado sacerdote de manos Excmo. Mons. José Rafael Pulido Méndez. En octubre de 1960, Medardo ingresó a la Universidad Católica de Lovaina donde realizó los estudios de Sociología Religiosa y Ciencia Políticas, licenciándose en julio de 1964. De vuelta a Venezuela, estuvo adscrito a la Iglesia Sagrado Corazón de Jesús de Maracaibo. Pasó por las parroquias de San Rafael de Mara (El Moján) y Ntra. Sra. De las Mercedes. En 1972, fue nombrado Vicario General, recibiendo así el título de monseñor y pasando a ser el colaborador inmediato del Arzobispo en el Gobierno de la Arquidiócesis.
El 24 de mayo de 1972 fue nombrado, por el papa Pablo VI, primer Obispo de la diócesis de San Carlos en el Estado Cojedes. En agosto de 1979, fue nombrado por Su Santidad Juan Pablo II como primer Obispo de Ciudad Guayana, diócesis de la cual tomó posesión el 24 de noviembre de ese mismo año. El 31 de mayo de 1986 fue nombrado por Juan Pablo II como Tercer Arzobispo de Ciudad Bolívar, recibiendo el palio arzobispal del propio Santo Padre en la Basílica de San Pedro en Roma.
En 2010, al cumplir 75 años, el Papa Benedicto XVI acepta su renuncia según determina el Código de Derecho Canónico, siendo sucedido por el actual arzobispo de Ciudad Bolívar, monseñor Ulises Gutiérrez, el 26 de agosto de 2011.